# Логическое рассуждение

Логические рассуждения связаны с правильностью аргументов. Ключевое различие между дедуктивными и недедуктивными аргументами.

Логическое рассуждение — это умственная деятельность, направленная на строгое заключение. Оно происходит в форме умозаключений или аргументов, начиная с набора предпосылок и доводя до вывода, поддерживаемого этими посылками. Посылки и заключение являются утверждениями, то есть истинными или ложными утверждениями о предмете рассуждения. Вместе они образуют аргумент. Логические рассуждения подчиняются нормам в том смысле, что они направлены на формулирование правильных аргументов, которые любой рациональный человек счёл бы убедительными. Основная дисциплина, изучающая логические рассуждения, называется логикой.
Отдельные типы логических рассуждений отличаются друг от друга в отношении используемых ими норм и достоверности вывода, к которому они приходят. Дедуктивное рассуждение предлагает самую сильную поддержку: посылки обеспечивают вывод, а это означает, что вывод не может быть ложным, если все посылки верны. Такой аргумент называется общезначимым аргументом, например: (1) все люди смертны; (2) Сократ — мужчина; (3) следовательно, Сократ смертен. Для общезначимых аргументов важно не то, истинны ли посылки на самом деле, а лишь то, что, если бы они были истинны, то вывод не мог бы быть ложным. Действительные аргументы следуют правилу вывода, такому как modus ponens или modus tollens. Дедуктивное рассуждение играет центральную роль в формальной логике и математике.
Для недедуктивного логического рассуждения посылки делают вывод рационально убедительным, не гарантируя его истинность. Это часто понимается с точки зрения вероятности: посылки делают вывод более вероятным, а сильные выводы делают его очень вероятным. Некоторая неопределенность остаётся, потому что вывод вводит новую информацию, ещё не найденную в предпосылках. Недедуктивное рассуждение играет центральную роль в повседневной жизни и в большинстве наук. Часто обсуждаемыми типами являются индуктивное, абдуктивное и аналогичное рассуждение. Индуктивное рассуждение — это форма обобщения, которая выводит универсальный закон из закономерности, обнаруженной во многих отдельных случаях. Его можно использовать, чтобы сделать вывод, что «все вороны чёрные», основываясь на многих индивидуальных наблюдениях за чёрными воронами. Абдуктивное рассуждение, также известное как «вывод к лучшему объяснению», начинается с наблюдения и причин до факта, объясняющего это наблюдение, подобно врачу, который исследует симптомы своего пациента, чтобы поставить диагноз пациента. Аналогические рассуждения сравнивают две подобные системы. Оно замечает, что у одного из них есть определённая особенность, и делает вывод, что другой также имеет эту особенность.
Аргументы, которые не соответствуют стандартам логического рассуждения, называются заблуждениями или логическими ошибками. Для формальных ошибок, таких как утверждение следствия, ошибка заключается в логической форме аргумента. Для неформальных заблуждений, таких как ложные дилеммы, источник ошибочных рассуждений обычно находится в содержании или контексте аргумента. Некоторые теоретики понимают логические рассуждения в широком смысле, что примерно эквивалентно критическому мышлению. В связи с этим он включает в себя различные когнитивные навыки, помимо способности делать выводы из предпосылок, такие как способность генерировать и оценивать причины, оценивать надёжность информации, искать новую информацию, избегать несоответствий и рассматривать преимущества и недостатки различных возможных действий до принятия решения.

## Определение
Логическое рассуждение — это форма мышления, которая связана с строгим выводом. Оно происходит в форме выводов путём преобразования информации, представленной в наборе предпосылок, для достижения вывода. Его можно определить как «выбор и интерпретацию информации из заданного контекста, установление связей, а также проверку и получение выводов на основе предоставленной и интерпретированной информации и связанных с ней правил и процессов». Логическое рассуждение является строгим в том смысле, что оно не приводит к какому-либо заключению, а гарантирует, что посылки поддерживают вывод и служат основанием для веры в него. Один из центральных аспектов заключается в том, что эта поддержка не ограничивается конкретным рассуждающим, но любой рациональный человек найдет вывод, основанный на предпосылках, убедительным. Таким образом, логическое рассуждение играет роль в расширении знаний.
Основная дисциплина, изучающая логические рассуждения, называется логикой. Она делится на формальную и неформальную логику, которые изучают формальные и неформальные логические рассуждения. Традиционно логические рассуждения в первую очередь ассоциировались с дедуктивными рассуждениями, изучаемыми формальной логикой. Но в более широком смысле она также включает формы недедуктивного рассуждения, такие как индуктивное, абдуктивное и аналогичное рассуждения. Различные формы логического рассуждения имеют общее то, что они используют посылки для того, чтобы делать выводы нормальным образом. В качестве нормируемых практик они стремятся к межсубъектному соглашению относительно применения норм, то есть к соглашению о том, поддерживают ли и в какой степени посылки их вывод. Типы логических рассуждений различаются точными нормами, которые они используют, а также достоверностью вывода, к которому они приходят. Дедуктивное рассуждение предлагает наибольшую поддержку и подразумевает вывод с уверенностью, как и математические доказательства. Для недедуктивного рассуждения посылки делают вывод более вероятным, но не гарантируют его точность. Эта поддержка проявляется постепенно: веские аргументы делают вывод весьма вероятным, как и в случае с хорошо изученными проблемами в эмпирических науках. Некоторые теоретики дают очень широкое определение логического мышления, включающее его роль как когнитивного навыка, ответственного за качественное мышление. В этом отношении оно имеет примерно то же значение, что и критическое мышление.

## Базовые концепты
При изучении и анализе логических рассуждений используется множество основных понятий. Логическое рассуждение происходит путём вывода из набора предпосылок. Посылки и выводы обычно понимаются как предложения или пропозиции. Пропозиция — это утверждение, в котором делается утверждение о том, что имеет место. Они выступают носителями истины и могут быть либо истинны, либо ложны. Например, словосочетание «Вода кипит» выражает предложение, так как оно может быть истинным или ложным. Предложения «Вода кипит?» или «Вскипятите воду!», с другой стороны, не выражают никаких предложений, поскольку они не являются ни истинными, ни ложными. Предложения, используемые в качестве отправной точки логического рассуждения, называются посылками. Пропозиции, выведенные из них, называется заключением. Например, в рассуждении «(1) все щенки — собаки; (2) все собаки — животные; (3) следовательно, все щенки — животные» предложения «все щенки — собаки» и «все собаки — животные» действуют как предпосылки, в то время как предложение «все щенки — животные» является заключением.
Набор посылок вместе с выводом называется аргументом. Вывод — это умственный процесс рассуждения, который начинается с предпосылок и заканчивается заключением. Термины «аргумент» и «вывод» часто используются в логике взаимозаменяемо. Цель аргументов состоит в том, чтобы убедить человека в том, что что-то имеет место, обосновав это убеждение. Многие аргументы на естественном языке явно не формулируют все предпосылки. Вместо этого предпосылки часто предполагаются неявно, особенно если они кажутся очевидными и соответствуют здравому смыслу. Некоторые теоретики различают простые и сложные аргументы. Сложный аргумент состоит из множества подаргументов. Таким образом формируется цепочка, в которой выводы более ранних аргументов служат предпосылками для более поздних аргументов. Каждое звено в этой цепочке должно быть успешным, чтобы сложный аргумент был успешным.
Аргумент является правильным или неправильным в зависимости от того, поддерживают ли посылки вывод. Это часто понимается с точки зрения вероятности: если посылки правильного аргумента верны, это повышает вероятность того, что его вывод также верен. Разнообразные формы логического рассуждения можно различать в зависимости от того, как посылки поддерживают вывод. Дедуктивные аргументы предлагают самую сильную поддержку. Недедуктивные аргументы слабее, но, тем не менее, являются правильными формами рассуждений. Термин «доказательство» часто используется для дедуктивных аргументов или очень сильных недедуктивных аргументов. Неверные аргументы не имеют или не имеют достаточной поддержки и называются заблуждениями или логическими ошибками.

## Дедуктивное рассуждение
Дедуктивное рассуждение — это умственный процесс построения дедуктивных выводов. Дедуктивно достоверные выводы являются наиболее надежной формой вывода: невозможно, чтобы их заключение было ложным, если все посылки верны.  Это означает, что истинность посылок обеспечивает истинность заключения. Дедуктивный аргумент обоснован, если он действителен и все его предпосылки верны. Например, заключение «ни одна кошка не является лягушкой» из предпосылок «все лягушки — рептилии» и «ни одна кошка не является рептилией» является разумным аргументом. Но даже аргументы с ложными предпосылками могут быть дедуктивно обоснованными, например вывод о том, что «ни одна кошка не является лягушкой», из предпосылки «все лягушки — млекопитающие» и «ни одна кошка не является млекопитающим». В этом отношении имеет значение только то, что вывод не может быть ложным, если посылки истинны, а не то, истинны ли они на самом деле.
Дедуктивно имеющие силу аргументы следуют правилу вывода. Правило вывода — это схема вывода, зависящая только от логической формы посылок и вывода, но не от их конкретного содержания. Наиболее обсуждаемым правилом вывода является modus ponens. Оно имеет следующий вид: (1) p; (2) если р, то q; (3) поэтому q. Эта схема дедуктивно верна независимо от значений p и q. Например, аргумент «(1) сегодня воскресенье; (2) если сегодня воскресенье, то мне не нужно идти сегодня на работу; (3) следовательно, мне не нужно идти сегодня на работу» является дедуктивно верным, потому что оно имеет форму modus ponens. Другие популярные правила вывода включают modus tollens ((1) не q; (2) если p, то q; (3) следовательно, не p) и дизъюнктивный силлогизм ((1) p или q; (2) не p; (3) следовательно, q).
Правила, регулирующие дедуктивное рассуждение, часто формально выражаются в виде логических систем оценки правильности дедуктивных аргументов. Аристотелевская логика — одна из самых ранних систем, и на протяжении более двух тысяч лет она рассматривалась как канон логики в западном мире. Она основана на силлогизмах, таких как вывод о том, что «Сократ смертен» из посылок «Сократ — человек» и «все люди смертны». Доминирующая в настоящее время система известна как классическая логика и помимо силлогизмов охватывает множество дополнительных форм умозаключений. Так называемые расширенные логики основаны на классической логике и вводят дополнительные правила вывода для конкретных областей, например, для выражения возможности и необходимости в модальной логике или для выражения темпоральных отношений в темпоральной логике. Классическая логика и её расширения опираются на набор фундаментальных логических интуиций, принятых большинством логиков, таких как закон исключенного третьего, устранение двойного отрицания, принцип взрыва и бивалентность истины. Так называемая девиантная логика отвергает некоторые из этих фундаментальных интуиций и предлагает альтернативные правила, регулирующие обоснованность аргументов. Например, интуиционистские логики отвергают закон исключенного третьего и устранение двойного отрицания, в то время как паранепротиворечивые логики отвергают правило взрыва.
Дедуктивное рассуждение играет центральную роль в формальной логике и математике. В математике оно используется для доказательства математических теорем, основанных на наборе предпосылок, обычно называемых аксиомами. Например, арифметика Пеано основана на небольшом наборе аксиом, из которых можно вывести все[уточнить] существенные свойства натуральных чисел с помощью дедуктивных рассуждений.

## Недедуктивное рассуждение
Недедуктивное рассуждение является важной формой логического рассуждения помимо дедуктивного рассуждения. Это происходит в форме выводов, сделанных из посылок, чтобы прийти к выводу и поддержать его, как и его дедуктивный аналог. Отличительной чертой недедуктивного рассуждения является то, что эта поддержка ошибочна. Это означает, что если посылки верны, это делает более вероятным, но не уверенным в том, что вывод также верен. Таким образом, для недедуктивного аргумента все его посылки могут быть истинными, в то время как его заключение всё ещё ложно. Существуют различные типы недедуктивных рассуждений, такие как индуктивное, абдуктивное и аналогичное рассуждение. Недедуктивные рассуждения более распространены в повседневной жизни, чем дедуктивные.
Недедуктивное рассуждение является ампликативным и опровержимым. Иногда термины «недедуктивное рассуждение», «ампликативное рассуждение» и «опровержимое рассуждение» используются как синонимы, хотя в их значении есть небольшие различия. Недедуктивное рассуждение является ампликативным в том смысле, что оно приходит к информации, ещё не присутствующей в предпосылках. Дедуктивное рассуждение, напротив, не является ампликативным, поскольку оно только извлекает информацию, уже присутствующую в предпосылках, без добавления какой-либо дополнительной информации. Таким образом, с помощью недедуктивных рассуждений можно узнать что-то новое, чего раньше не знали. Но тот факт, что добавляется новая информация, означает, что эта дополнительная информация может быть ложной. Вот почему недедуктивное рассуждение не так надёжно, как дедуктивное.
Тесно связанный аспект заключается в том, что недедуктивное рассуждение является опровержимым или немонотонным. Это означает, что при появлении новой информации, возможно, придётся отказаться от заключения. Например, если все птицы, которых до сих пор видел человек, умеют летать, этот человек имеет право прийти к индуктивному заключению, что все птицы летают. Этот вывод опровержим, потому что рассуждающему, возможно, придётся пересмотреть его, узнав, что пингвины — птицы, которые не летают.

### Индуктивное рассуждение

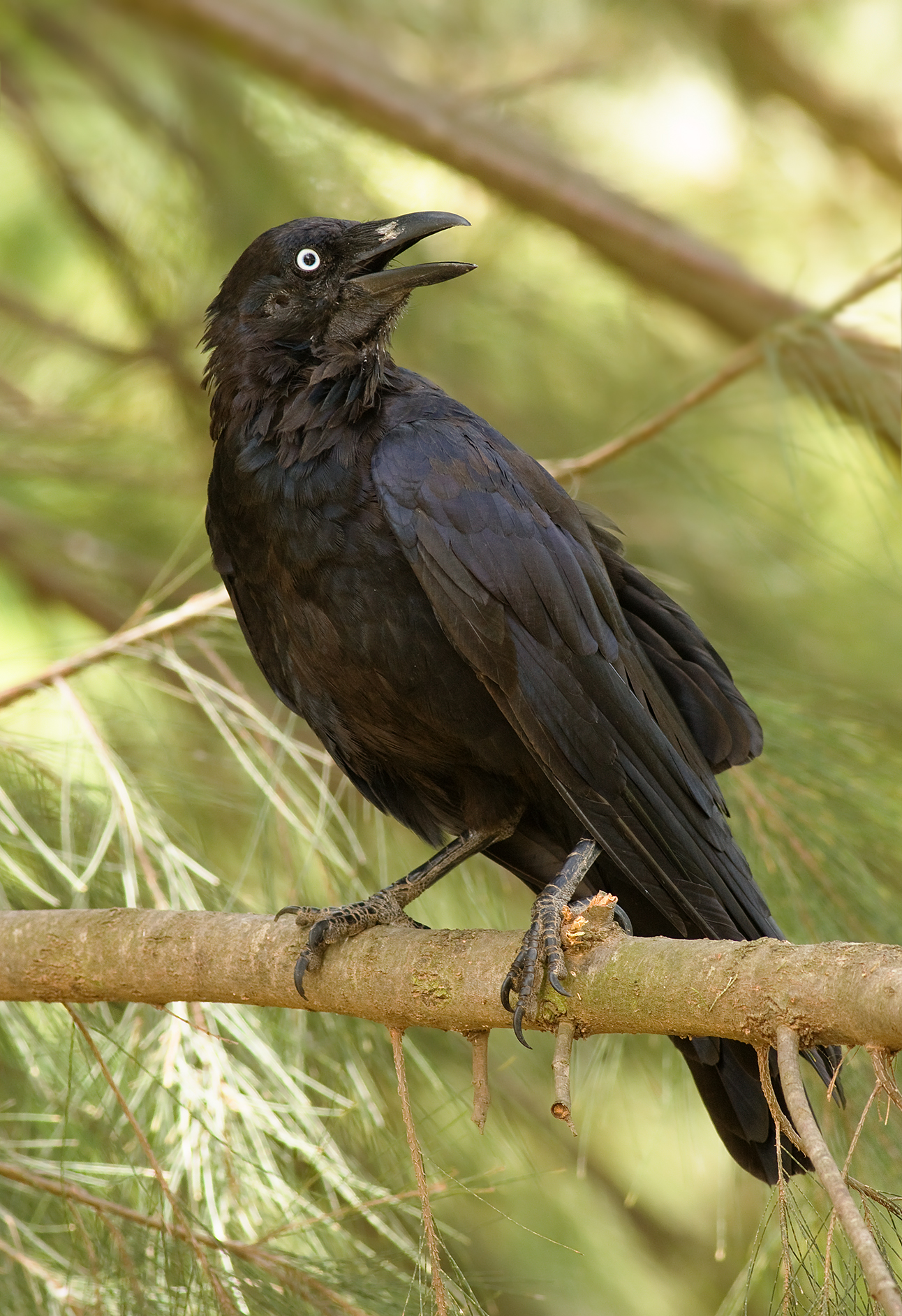
Основываясь на многих индивидуальных наблюдениях за чёрными воронами, можно использовать индуктивное рассуждение для вывода, что все вороны чёрные.

Индуктивное рассуждение начинается с набора отдельных случаев и использует обобщение, чтобы прийти к универсальному закону, регулирующему все случаи. Некоторые теоретики используют этот термин в очень широком смысле, включая любую форму недедуктивного рассуждения, даже если не используется какое-либо обобщение. В более узком смысле его можно определить как «процесс вывода общего закона или принципа из наблюдений за конкретными случаями». Например, исходя из эмпирического наблюдения, что «все вороны, которых я видел до сих пор, чёрные», можно использовать индуктивное рассуждение, чтобы сделать вывод, что «все вороны чёрные». В несколько более слабой форме индукцию также можно использовать для вывода отдельного вывода об отдельном случае, например, о том, что «следующий ворон, которого я увижу, будет чёрным». Индуктивное мышление тесно связано со статистическим мышлением и вероятностным мышлением. Как и другие формы недедуктивных рассуждений, индукция не является достоверной. Это означает, что посылки поддерживают вывод, делая его более вероятным, но не гарантируют его истинность. В связи с этим умозаключение индуктивного вывода содержит новую информацию, ещё не обнаруженную в посылках.
Различные аспекты предпосылок важны для существенной поддержки заключения. В связи с этим размер выборки должен быть большим, чтобы гарантировать, что были рассмотрены многие отдельные случаи до того, как будет сделано заключение. Фактор, тесно связанный с этим, заключается в том, что выборка является случайной и репрезентативной. Это означает, что он включает в себя справедливый и сбалансированный отбор лиц с различными ключевыми характеристиками. Например, при обобщении данных о людях выборка должна включать представителей разных рас, полов и возрастных групп. Многие рассуждения в повседневной жизни основаны на индукции. Например, при прогнозировании того, как человек будет реагировать на ситуацию, можно использовать индуктивное рассуждение на основе того, как человек реагировал ранее в аналогичных обстоятельствах. Она играет столь же центральную роль в науках, которые часто начинают со множества частных наблюдений, а затем применяют процесс обобщения, чтобы прийти к универсальному закону.
Хорошо известным вопросом в области индуктивных рассуждений является так называемая проблема индукции. Она касается вопроса о правомерности верить каким либо выводам индуктивных умозаключений и почему. Эта проблема была первоначально поднята Дэвидом Юмом, который считал, что будущие события не обязательно должны напоминать прошлые наблюдения. В этом отношении индуктивное рассуждение о будущих событиях, по-видимому, основывается на предположении, что природа остаётся однородной.

### Абдуктивное рассуждение
Абдуктивное рассуждение обычно понимается как вывод от наблюдения к факту, объясняющему это наблюдение. Одним из примеров является вывод о том, что шёл дождь, после того, как мы увидели, что улицы мокрые. Часто выражение «максимально правдоподобная интерпретация» используется как синоним. Это выражение подчеркивает, что обычно существует множество возможных объяснений одного и того же факта и что рассуждающий должен делать только вывод о наилучшем объяснении. Например, цунами также может объяснить, почему улицы мокрые, но обычно это не лучшее объяснение. Как форма недедуктивного рассуждения, абдукция не гарантирует истинности вывода, даже если посылки верны.
Чем правдоподобнее объяснение, тем сильнее оно подкрепляется предпосылками. При этом важно, чтобы объяснение было простым, то есть не содержало лишних утверждений, и чтобы оно соответствовало установленным знаниям. Другими центральными критериями хорошего объяснения являются то, что оно соответствует наблюдаемым и общеизвестным фактам, а также является уместным, точным и не повторяющимся. В идеале объяснение должно быть подтверждено эмпирическими данными. Если объяснение включает экстраординарные утверждения, то оно требует очень веских доказательств.

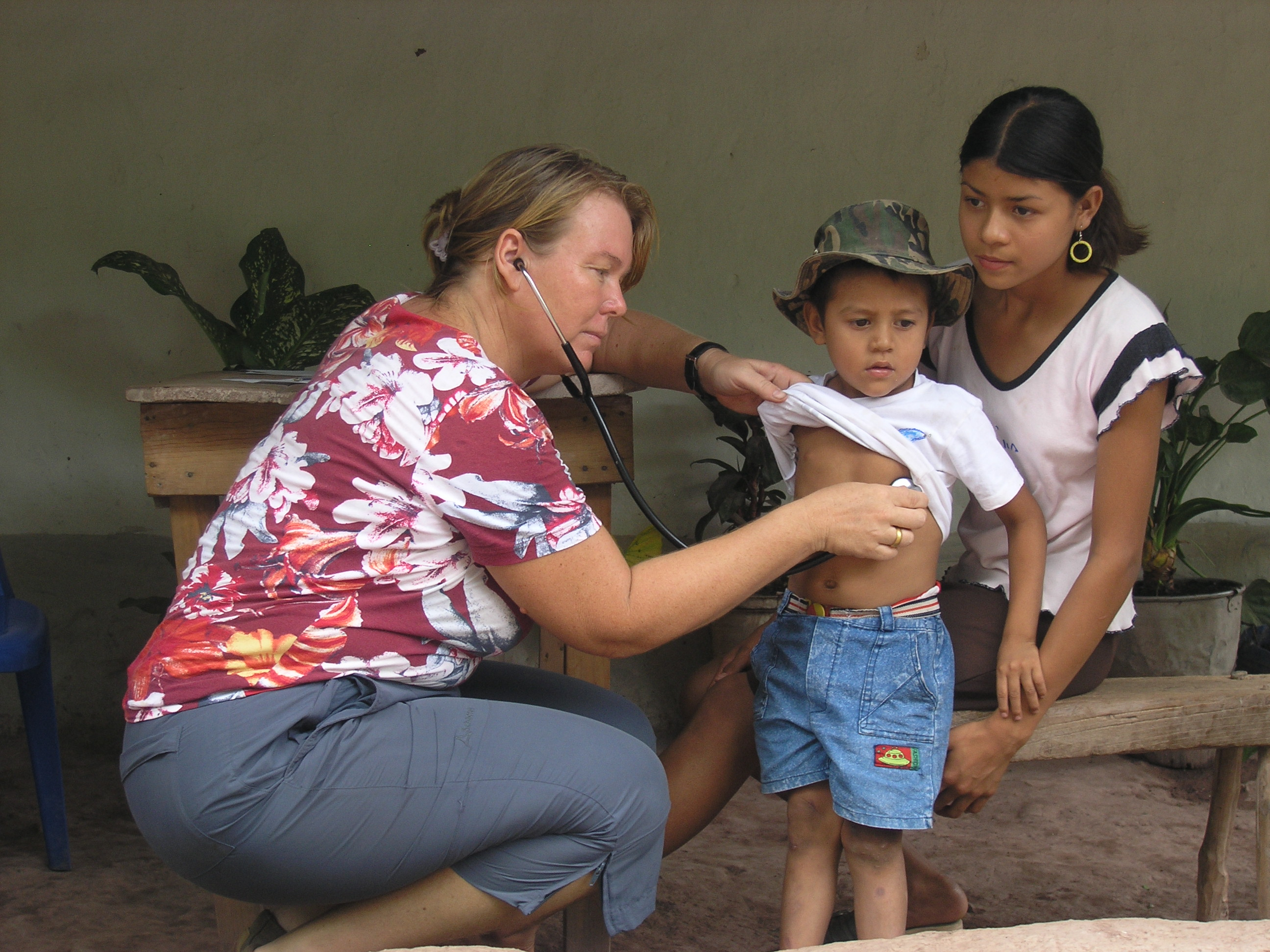
Врачи используют абдуктивные рассуждения при исследовании симптомов пациента для определения их основную причину.

Абдуктивные рассуждения играют центральную роль в науке, когда исследователи обнаруживают необъяснимые явления. В этом случае они часто прибегают к форме догадок, чтобы найти общие принципы, которые могли бы объяснить наблюдения. Затем различные гипотезы проверяются и сравниваются, чтобы выяснить, какая из них даёт наиболее правдоподобное объяснение. Это относится, в частности, к случаям каузального рассуждения, когда пытаются обнаружить отношение между причинами и следствиями. Абдукция также очень распространена в повседневной жизни. Она используется в аналогичной, но менее систематической форме. Это относится, например, к доверию к словам других людей. Лучшее объяснение того, почему человек выдвигает утверждение, обычно состоит в том, что он верит в это и имеет для этого доказательства. Эта форма абдуктивного рассуждения имеет отношение к тому, почему человек обычно доверяет тому, что говорят другие люди, даже если этот вывод обычно не делается явным образом. Нечто подобное происходит, когда высказывание говорящего двусмысленно, и аудитория пытается обнаружить и объяснить, что говорящий мог иметь в виду. Абдуктивные рассуждения также распространены в медицине, когда врач исследует симптомы своего пациента, чтобы установить диагноз их основной причины.

### Аналогичное рассуждение

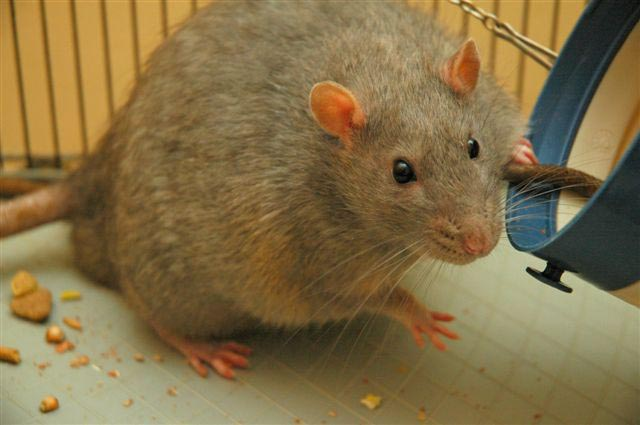
Аналогичные рассуждения можно использовать для переноса результатов экспериментов на животных на людей, как в случае исследований ожирения и гипертонии, проведённых на лабораторных крысах.

Аналогическое рассуждение предполагает сравнение двух систем на предмет их сходства. Оно начинается с информации об одной системе и выводит информацию о другой системе на основе сходства между двумя системами. Выраженные схематически, рассуждения по аналогии имеют следующий вид: (1) a подобен b; (2) a имеет особенность F; (3) поэтому b, вероятно, также имеет свойство F. Аналогичные рассуждения можно использовать, например, для получения информации о людях из медицинских экспериментов на животных: (1) крысы похожи на людей; (2) противозачаточные таблетки влияют на развитие мозга крыс; (3) следовательно, они могут также влиять на развитие мозга человека.
С помощью рассуждений по аналогии знание можно перенести из одной ситуации или области в другую. Аргументы по аналогии поддерживают их вывод, но не гарантируют его истинность. Их сила зависит от различных факторов. Чем более похожи системы, тем более вероятно, что данный признак одного объекта характеризует и другой объект. Другой фактор касается не только степени сходства, но и его релевантности. Например, искусственная клубника из пластика может быть похожа на настоящую клубнику во многих отношениях, включая форму, цвет и структуру поверхности. Но это сходство не имеет отношения к тому, будет ли искусственная клубника такой же сладкой на вкус, как и настоящая.
Аналогичное рассуждение играет центральную роль в решении проблем, принятии решений и обучении. Его можно использовать как для простых физических характеристик, так и для сложных абстрактных идей. В науке аналогии часто используются в моделях для простого понимания сложных явлений. Например, модель Бора объясняет взаимодействие субатомных частиц по аналогии с тем, как планеты вращаются вокруг Солнца.

## Заблуждения
Заблуждение — это неверный аргумент или ошибочная форма рассуждения. Это означает, что посылки не дают или не обеспечивают достаточного подтверждения вывода. Заблуждения часто кажутся правильными при первом впечатлении и тем самым соблазняют людей принять и использовать их. В логике термин «заблуждение» не означает, что заключение ложно. Наоборот, это всего лишь означает, что на пути к заключению была совершена какая-то ошибка. Аргумент может быть ошибочным, даже если по счастливой случайности вывод оказывается верным. Вне области логики термин «заблуждение» иногда используется в несколько ином смысле для ложного убеждения или теории, а не для аргумента.
Заблуждения обычно делятся на формальные и неформальные заблуждения. Формальные заблуждения выражаются формальным языком и обычно относятся к дедуктивным рассуждениям. Их ошибочность заключается в логической форме аргумента, то есть в том, что он не следует правильному правилу вывода. Хорошо известное формальное заблуждение утверждение консеквента. Оно имеет следующий вид: (1) q; (2) если р, то q; (3) поэтому р. Это заблуждение совершается, например, когда человек утверждает, что «грабители вошли через парадную дверь», исходя из предпосылок «грабители взломали замок» и «если грабители вошли через парадную дверь, то они взломали замок». Это заблуждение похоже на действительное правило вывода, известное как modus ponens. Это ошибочно, потому что первая посылка и заключение перепутаны местами. Другими хорошо известными формальными заблуждениями являются отрицание антецедента, утверждение дизъюнкта, отрицание конъюнкта и заблуждение нераспределенной середины.
Неформальные заблуждения выражаются на естественном языке. Их главная ошибка обычно кроется не в форме аргумента, а в других источниках, таких как его содержание или контекст. Некоторые неформальные заблуждения, такие как некоторые случаи ложных дилемм и подмены тезиса, даже включают правильное дедуктивное рассуждение на формальном уровне. Содержанием аргумента является идея, которая в нём выражена. Например, ложная дилемма — это неформальная ошибка, основанная на ошибке в одной из посылок. Ошибочная посылка чрезмерно упрощает реальность: она утверждает, что все обстоит либо так, либо иначе, но игнорирует многие другие жизнеспособные альтернативы. Политики часто используют ложные дилеммы, когда заявляют, что либо их предложение будет принято, либо будут ужасные последствия. Такие заявления обычно игнорируют существование различных альтернатив, позволяющих избежать этих последствий, то есть то, что их предложение не является единственным жизнеспособным решением. Заблуждение «соломенного чучела» — ещё одно неформальное заблуждение. Его ошибка происходит на уровне контекста. Оно состоит в искажении точки зрения оппонента и последующем опровержении этой точки зрения. Само опровержение часто верно, но ошибка заключается в ложном предположении, что оппонент действительно защищает эту точку зрения. Например, алкогольный лоббист может отреагировать на предложение запретить рекламу алкоголя на телевидении, заявив, что невозможно заставить людей бросить пить алкоголь. Это является ложным заблуждением, поскольку предлагалось просто запретить рекламу, а не полностью прекратить употребление алкоголя.
Неоднозначные и расплывчатые выражения на естественном языке часто являются причиной ошибочных рассуждений в неформальных заблуждениях. Например, это относится к ошибкам двусмысленности, таким как аргумент «(1) перья — это свет; (2) свет противостоит тьме; (3) поэтому перья противостоят тьме». Ошибка заключается в двусмысленном термине «свет» (англ. light), который имеет одно значение в первой посылке («лёгкий») и другое значение во второй посылке («видимое электромагнитное излучение»).

## Как навык
Некоторые теоретики рассматривают логическое рассуждение в очень широком смысле, включая его роль как общего навыка, ответственного за качественное мышление. В этом смысле оно примерно эквивалентно критическому мышлению и включает в себя способность выбирать и применять соответствующие правила логики к конкретным ситуациям. Оно включает в себя большое разнообразие способностей, помимо выводов из предпосылок, таких как понимание позиции, создание и оценка причин за и против неё, а также критическая оценка того, следует ли принимать или отвергать определённую информацию. Речь идёт о вынесении суждений и выводах после тщательной оценки и сравнении в этом отношении с некритическими поспешными суждениями и интуицией. Другими ключевыми навыками, связанными с логическими рассуждениями, являются оценка причин, прежде чем принять утверждение, поиск новой информации, если требуется больше фактов, чтобы прийти к надёжному заключению, рассмотрение различных вариантов действий и сравнение преимуществ и недостатков их последствий, руководствоваться здравым смыслом и избегать несоответствий. Навыки, ответственные за логическое рассуждение, можно изучать, тренировать и совершенствовать.
Логические рассуждения актуальны как на теоретическом, так и на практическом уровне. На теоретическом уровне их использование помогает уменьшить количество ложных убеждений. Центральный аспект касается способностей, используемых для того, чтобы отличать факты от простых мнений, таких как процесс поиска и оценки причин за и против позиции, чтобы прийти к собственному выводу. Это включает в себя способность различать надёжные и ненадёжные источники информации, поскольку часто необходимо полагаться на информацию, предоставленную другими людьми, вместо того, чтобы проверять каждый факт самостоятельно. Таким образом, логические рассуждения могут помочь человеку избежать воздействия пропаганды или манипулирования другими. Когда важная информация отсутствует, часто лучше воздержаться от суждений, чем делать поспешные выводы. В этом отношении логические рассуждения должны быть скептическими и непредубеждёнными одновременно.
На практическом уровне логическое рассуждение касается вопроса принятия рациональных и эффективных решений. Для многих реальных решений агенту доступны различные варианты действий. Для каждого возможного действия могут существовать противоречивые причины, как в пользу так и против этого действия. В таких случаях логическое рассуждение включает взвешивание потенциальных преимуществ и недостатков, а также рассмотрение их вероятности, чтобы прийти к сбалансированному решению с учётом всех факторов. Например, когда у человека заканчивается питьевая вода посреди похода, он может использовать навыки, связанные с логическим мышлением, чтобы решить, стоит ли кипятить и пить воду из ручья, которая может содержать опасные микроорганизмы вместо того, чтобы прервать поездку и вернуться на стоянку. Это может включать рассмотрение различных факторов, таких как оценка того, насколько опасны микроорганизмы и вероятность того, что они выживут после процедуры кипячения. Это может также включать сбор соответствующей информации для проведения таких оценок, например, путём опроса других туристов.
Время также играет центральную роль в логических рассуждениях. Если не хватает важной информации, часто лучше отложить решение и поискать новую информацию, прежде чем сделать вывод. С другой стороны, если решение зависит от времени, логическое обоснование может подразумевать принятие быстрого решения на основе имеющихся в настоящее время доказательств, даже если они очень ограничены. Например, если друг кричит «Утка!» во время бейсбольного матча наиболее логичной реакцией может быть слепое доверие и пригибание вместо того, чтобы требовать объяснений или выяснять, что могло вызвать их восклицание. Вообще говоря, чем меньше времени, тем важнее доверять интуиции. С другой стороны, если есть больше времени, становится важным исследовать неясности и оценивать противоречивую информацию.